# Amelia Vega
Amelia Vega Polanco (Santiago de los Caballeros, República Dominicana; 7 de noviembre de 1984) es una modelo, compositora, cantante y actriz dominicana. Es conocida por haber ganado el concurso de belleza Miss Universo 2003, convirtiéndose así en la primera y hasta el momento única dominicana en ganar la corona.[cita requerida]
En 2010 hizo su debut como cantante con el sencillo «Pasa un segundito», que fue distribuido en los medios digitales a través de iTunes.

## Miss Universo
Luego de ganar el título de Miss República Dominicana 2002, Amelia representó a la República Dominicana en Miss Universo 2003, logrando ser la primera y única dominicana en ganar el título.
Osmel Sousa accedió a entrenar a Vega en Caracas, aunque Amelia solo recibió una breve preparación en Venezuela, los ejecutivos de Venevisión, estaban disgustados porque la ganadora del concurso fue preparada por su empresa, mientras que su candidata estuvo en "Stand by" y quedó en segundo lugar, amonestando a Osmel Sousa y prohibiendo entonces a la Organización de Miss Venezuela, la preparación de candidatas de otras naciones.[cita requerida]
Como Miss Universo 2003, viajó extensivamente, trabajando con organizaciones internacionalmente reconocidas, que tenían que ver con el VIH/sida, incluyendo el Consejo Global de Salud, Cable Positive, amfAR, entre otras. Amelia, también fue responsable de trabajar con los medios internacionales, para un mejor entendimiento y aceptación de las epidemias del VIH/sida y su prevención, mientras ayudaba a concienciar e incrementar los fondos y recursos destinados para dichas organizaciones.[cita requerida]
Luego de mudarse a un apartamento en la ciudad de Nueva York, el cual fue provisto por Donald Trump y que había sido parte del paquete como premio por haber ganado el certamen de Miss Universo, Amelia visitó más de 30 países alrededor del mundo, incluyendo: Panamá, Indonesia, Alemania, China, Canadá, Ecuador, Tailandia, Vietnam, Chile, México y Puerto Rico.[cita requerida]
Amelia regresó a su tierra natal varias veces, y le fue concedida una medalla de honor por el presidente de su país, gracias al desempeño de ésta en el extranjero en representación de los Dominicanos.[cita requerida]
Amelia es madre de 5 niños: Ean, Alía, Ava, Nova y Mila, con el jugador de la NBA, Al Horford, el cual es su esposo.[cita requerida]

## Apariciones en los medios
Amelia ha aparecido en la portada de varias revistas, desde las revistas dominicanas Mujer Única y Oh! Magazine, hasta las internacionalmente conocidas Caras, Cosmopolitan y Vanidades. También es la imagen principal para las campañas publicitarias hechas por la compañía de cosméticos para belleza CoverGirl, en los últimos 4 años.
Debutó como cantante durante el certamen de Miss República Dominicana 2004.
Luego de terminado su reinado, Vega trabajó temporalmente en la cadena de televisión hispana Telemundo, como anfitriona de un reality show llamado Voces de América. También condujo el programa Suegras de Azteca América.
Vega hizo su debut en la película The Lost City, estrenada en Hollywood, dirigida por Andy García.
En 2010, se convierte en conductora del reality show mexicano "Segunda Oportunidad", junto con el chileno Rafael Araneda. 
Amelia Vega lanzó su primer sencillo "Pasa Un Segundito", en abril de 2010, de su álbum "Agua Dulce" ya está disponible en todas las tiendas digitales. "Smog" fue el tema lazando como segundo sencillo. Su disco Agua Dulce", está disponible desde el 30 de agosto de 2011 en todas las tiendas digitales y se le ha visto últimamente promocionando en varios shows de Univision, en Ecuador, Panamá y Puerto Rico.
Vega es de las ganadoras de Miss Universo que también ha triunfado en la competencia de Traje Típico o Nacional. 
Amelia Vega es la sobrina del cantante de merengue dominicano y ganador del Grammy Juan Luis Guerra y del arquitecto reconocido internacionalmente Miguel Vila Luna.

## Música
Tras empezar su carrera en las artes en musicales de teatro en su país natal y haber grabado su primer demo musical a los 15 años, Amelia puso en pausa la música por varios años, Tras Muchos Éxitos en otras áreas, Amelia hace su pasión una realidad sacando al mercado su primer corte llamado Pasa un Segundito en abril de 2010, unos meses más tarde sorprendió con su tema ambiental Smog y hace unos pocos días a través de su cuenta de Twitter @ameliavega reveló que su Álbum completo titulado "Agua Dulce (Album)", sale al mercado, el 30 de agosto de 2011.

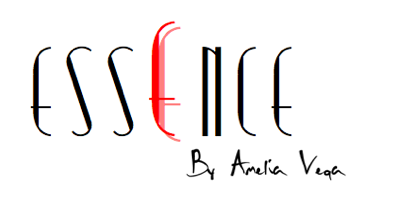
Logo de la tienda de Amelia Vega

## Negocio
Amelia tiene dos boutiques de ropa llamadas: Essence By Amelia Vega, en la ciudad de Miami, Florida. Tuvo un contrato de 7 años con CoverGirl.

## Filantropía
Vega se ha vinculado con un sinnúmero de campañas que la destacan por su labor altruista alrededor del mundo. Muchas de ellas por la causa del VIH/Sida, y otras como De rojo por la mujer, Iniciativa Ser, entre otras.

## Familia
El padre de Vega, Otto Miguel Vega Rasuk, es un médico general con sus oficinas en Nueva York y Miami. Su madre, Patricia Amelia Polanco Álvarez, es una de las tres primeras mujeres graduadas como piloto en la República Dominicana y representó a su país para 1980 en el certamen de Miss Mundo. Ambos padres, son oriundos de Santiago de los Caballeros. 
El 24 de diciembre de 2011, en la casa de su tío Juan Luis Guerra, Vega se casó en secreto con el jugador de la NBA, Al Horford en Santo Domingo. Actualmente viven en Boston, Massachusetts con sus cinco hijos:  Ean, Alía, Ava, Nova y Mila. Con su esposo asisten a la Iglesia Ministerial.

## Trivia
Amelia es en la portada del único libro de la organización Miss Universo, titulado Belleza Universal, lanzado años después de su reinado.
| Predecesor: Ruth Ocumárez            | Miss República Dominicana Universo 2002 | Sucesor: Larimar Fiallo             |
| Predecesor: · Justine Pasek · Panamá | Miss Universo 2003                      | Sucesor: Jennifer Hawkins Australia |

## Distinciones
El ministerio de la Juventud de la República Dominicana galardonó a Amelia, con el Premio Nacional de la Juventud (PNJ) 2003, por haber sido la primera dominicana en conquistar la corona en el certamen del Miss Universo.